# اچ‌ام‌اس پورت کبک
اچ‌ام‌اس پورت کبک (به انگلیسی: HMS Port Quebec) یک کشتی بود. این کشتی در سال ۱۹۴۰ ساخته شد.